# Brodsko glazbeno ljeto
 Brodsko glazbeno ljeto  jedinstvena je kulturna manifestacija u Slavonskom Brodu čiji je cilj predstaviti brodskoj publici klasičnu i suvremenu glazbenu umjetnost.
Osnovana je 1990. godine i održava se redovito u ljetnim mjesecima. Manifestacija nastoji zadovoljiti kulturne potrebe slušatelja svih uzrasta. Širok raspon programa nastoji obuhvatiti različite glazbene žanrove, uvijek pazeći na vrhunsku kvalitetu odabranih izvođača i pritom iskorištavajući sve prostorne kapacitete koje grad nudi.
Programi Brodskog glazbenog ljeta održavaju se na nekoliko lokacija u gradu: 
- Kazališno-koncertna dvorana Ivana Brlić-Mažuranić,
- plato ispred Kazališno-koncertne dvorane Ivana Brlić-Mažuranić,
- crkva Presvetog Trojstva
- Glazbena škola Slavonski Brod.

Tijekom 31 godine održavanja ove manifestacije sudjelovalo je mnogo poznatih domaćih i stranih izvođača kao i glazbenih sastava kao što su: Vlatko Stefanovski, Divanhana, HNK Osijek, Jazz orkestar Hrvatske radiotelevizije, Cubismo, Tamara Obrovac, Tamburaški orkestar Hrvatske radiotelevizije, Budapest Gypsy Symphony Orchestra, Zrinka Posavec i mnogi drugi.